# 愛知教育大学附属特別支援学校
愛知教育大学附属特別支援学校（あいちきょういくだいがくふぞく とくべつしえんがっこう）は、愛知県岡崎市六供町にある国立特別支援学校。知的障害児を教育対象とする。

## 設置学部
- 小学部
- 中学部
- 高等部

## 沿革

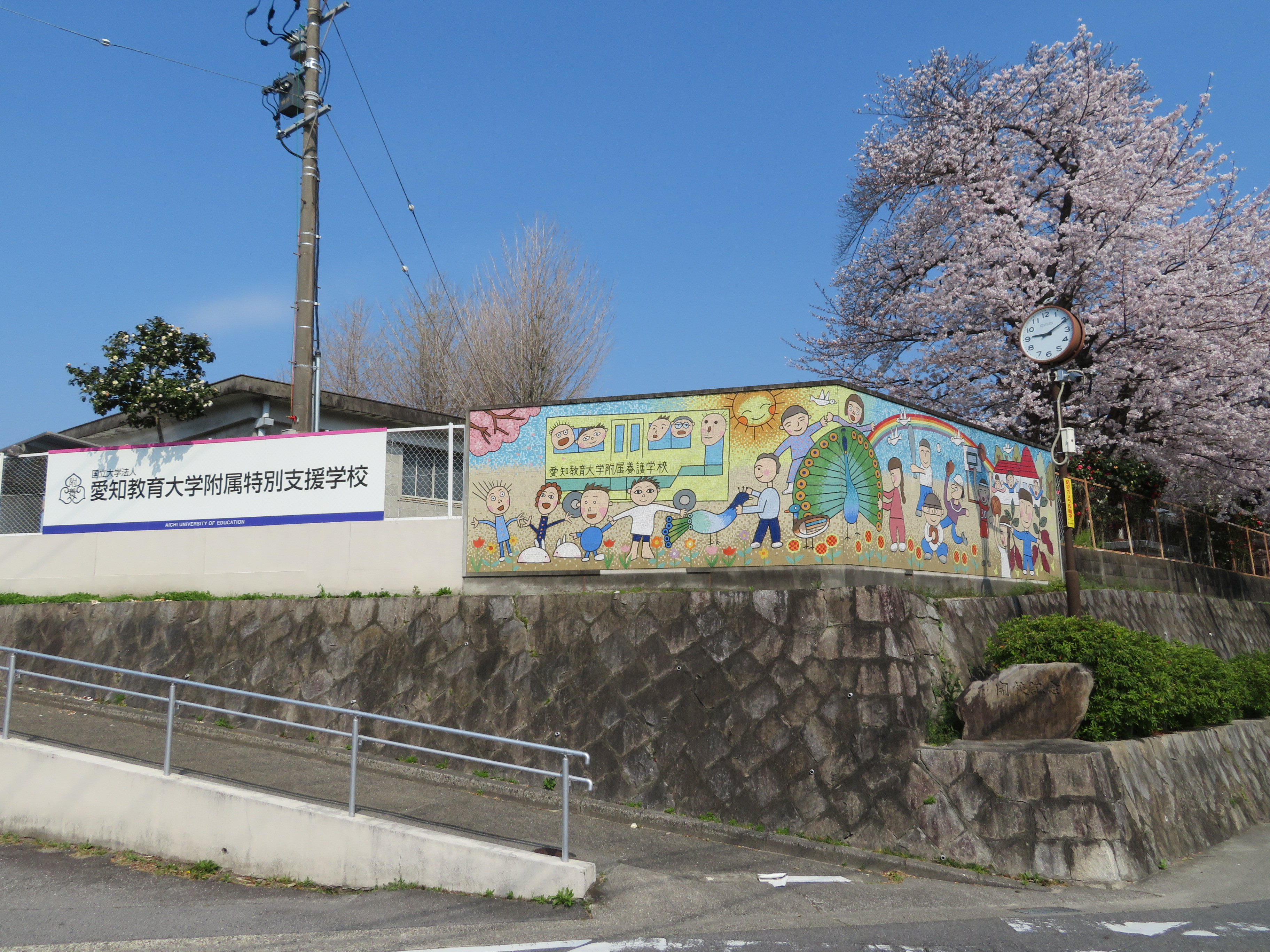
学校入口

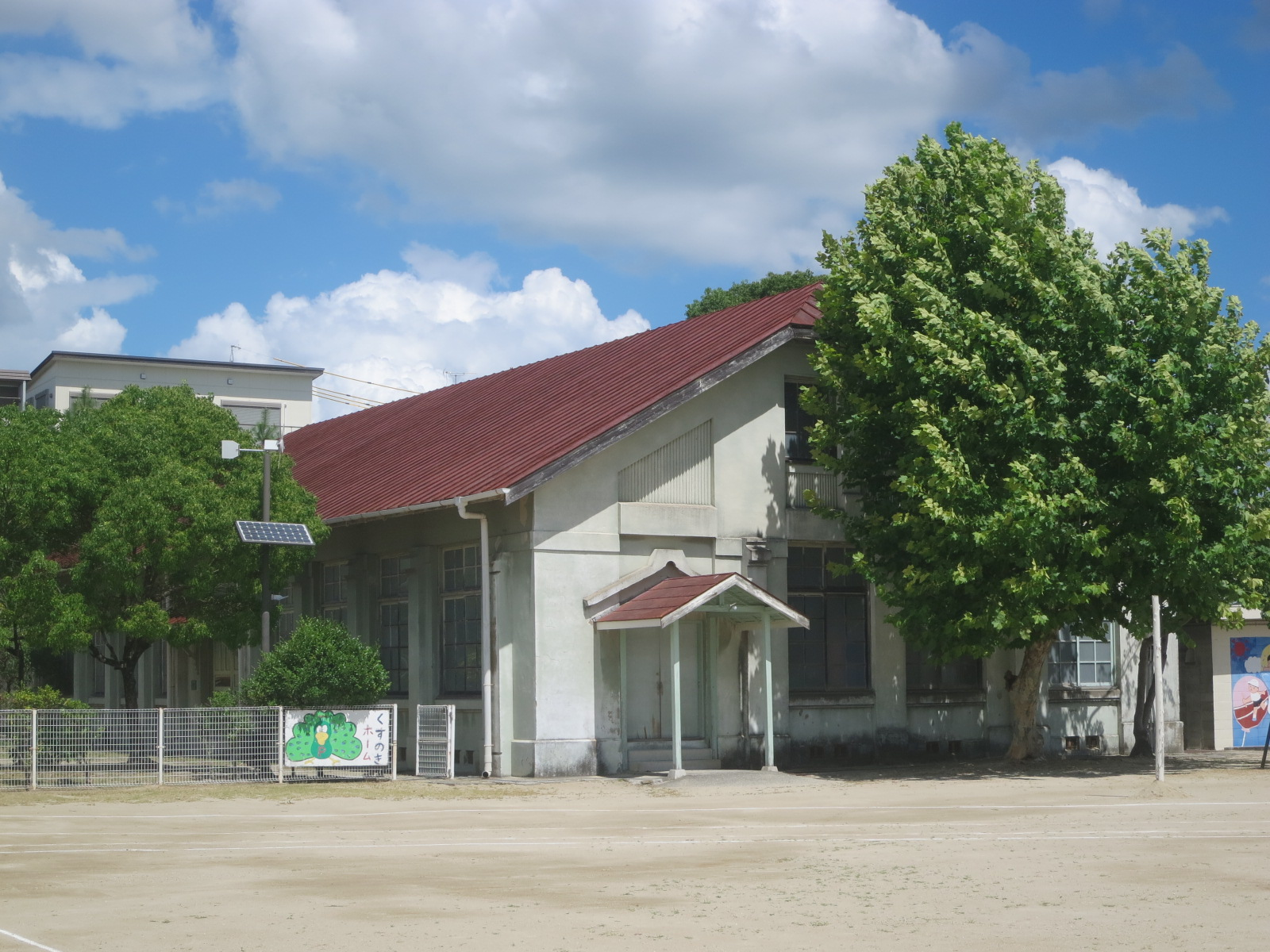
旧愛知県岡崎師範学校武道場

- 1967年（昭和42年）6月1日 - 愛知教育大学附属養護学校として開校[1]。小学部3学級、中学部3学級の編制で開始。
- 1968年（昭和43年）4月 - 高等部1学級を新設[2]。
- 2007年（平成19年）4月1日 - 学校教育法の改正により、愛知教育大学附属特別支援学校に改称する。
- 2013年（平成25年）12月24日 - 旧愛知県岡崎師範学校武道場が登録有形文化財に登録される。

## アクセス
- 名鉄名古屋本線 東岡崎駅から名鉄バス（6番のりば）大樹寺（梅園学校前経由）・岩中・フタバ産業前行きに乗り換え、「梅園学校前」バス停下車、北へ徒歩で約1分。